# 挖掘机 (电影)
《挖掘机》（韓語：포크레인）是一部2017年上映的韩国剧情片，由金基德编剧，《红色家族》的导演李柱亨执导，并由嚴泰雄、金敬益、沈正完、郑世亨主演。

## 剧情概要
金刚日是一名退役伞兵，光州民主化運動期间曾被征召参与镇压，退役后他从事挖掘机司机工作。某一天，在工作中，金刚日挖出了一些尸骨，他开始寻找并揭露20年前事件的真相。

## 演员阵容
- 嚴泰雄 饰演 金刚日
- 金敬益 饰演 农夫同期
- 沈正完 饰演 海边同期
- 郑世亨 饰演 银行职员同期／伞兵部队队员4
- 趙德濟 饰演 张下士
- 趙英鎮 饰演 先任下士
- 朴世俊 饰演 小队长
- 金正八 饰演 中队长
- 赵元喜 饰演 大队长
- 申昌秀 饰演 司团长
- 孫炳昊 饰演 国会议员
- 张真熙 饰演 海边的女人
- 李佳京 饰演 练歌房女子
- 孫宇賢 饰演 市场的大学生
- 崔秀韓 饰演 先任下士的儿子
- 宋亨秀 饰演 铁板工厂职员
- 申东烈 饰演 醉酒的男子
- 金鎮滿 饰演 警卫员1
- 沈勳基 饰演 警卫员2
- 徐宗峰 饰演 刑警
- 柳成祿 饰演 巷子里的示威学生
- 金殷秀 饰演 示威学生

## 奖项荣誉
| 年份   | 颁奖礼                       | 奖项             | 入围者     | 结果 | 参考  |
| ------ | ---------------------------- | ---------------- | ---------- | ---- | ----- |
| 2017年 | 第21届爱沙尼亚塔林黑夜电影节 | 最佳导演         | 李柱亨     | 獲獎 | [ 5 ] |
| 2017年 | 第21届爱沙尼亚塔林黑夜电影节 | 普世主义评审团奖 | 《挖掘机》 | 獲獎 | [ 5 ] |